# Jicchak Wasserlauf
Jicchak Šim'on Wasserlauf (hebrejsky יצחק שמעון וסרלאוף‎; * 14. srpna 1992 Jeruzalém) je izraelský politik a aktivista, od listopadu 2022 poslanec Knesetu za stranu Ocma jehudit. Působí jako ministr rozvoje periferie, Negevu a Galileje (od prosince 2022 do ledna 2025 a znovu od března 2025) v šesté vládě Benjamina Netanjahua. Působil také jako výkonný ředitel strany Ocma jehudit.

## Životopis
Narodil se v jeruzalémském Starém Městě, jeho otec byl rabín a roš ješiva na ješivě Ahavat chajim v Kochav ha-Šachar. Studoval na ješivě Netiv Me'ir; současně s tím byl vedoucím a později komunardem jeruzalémské staroměstské pobočky Bnej Akiva.
Studoval na hesder ješivě Ma'alot a sloužil v brigádě Golani. Po skončení vojenské služby pokračoval ve studiu na ješivě v Bejt Še'an. V roce 2014 začal studovat na kolelu ve čtvrti Šapira v Tel Avivu. V roce 2018 byl kolel uzavřen a Wasserlauf odešel studovat na ješivu Oz ve-emuna v Tel Avivu, kterou založil spolu s rabínem Etingerem, který byl později zavražděn při teroristickém útoku poblíž Ari'el. Po této vraždě založil organizaci Achi'ad.
Aktivně se účastní boje za vyhnání afrických imigrantů z jižní části Tel Avivu.
Ve volbách v roce 2022 se umístil na pátém místě kandidátky Náboženský sionismus, která získala 14 mandátů; Wasserlauf byl zvolen do Knesetu a 15. listopadu 2022 složil přísahu. V šesté vláda Benjamina Netanjahua byl jmenován ministrem rozvoje periferie, Negevu a Galileje. Byl nejmladším členem 25. Knesetu a nejmladším z ministrů vlády. Je druhým nejmladším člověkem, který se stal ministrem izraelské vlády (prvenství drží Arje Deri, kterému bylo v době vzniku třetí vlády Jicchaka Šamira 29 let).
V lednu 2025 hlasoval na jednání vlády proti přijetí dohody o příměří s Hamásem. Poté, co byla dohoda schválena vládou, opustil s ostatními stranickými ministry vládu. V polovině března se poté, co Izrael obnovil boje v Pásmu Gazy, vrátil do vlády a na post ministra. Stalo se tak krátce před klíčovým hlasováním o státním rozpočtu. Média poté spekulovala, že jedním z důvodů obnovení bojů bylo vyhovění Ben Gvirovi výměnou za další podporu vlády.

## Osobní život
Je ženatý s právničkou Morijou a má tři děti. Rodina žije v Tel Avivu.